# (32042) 2000 JZ26
2000 JZ26 (asteroide 32042) é um asteroide da cintura principal. Possui uma excentricidade de 0.07755520 e uma inclinação de 3.26598º.
Este asteroide foi descoberto no dia 7 de maio de 2000 por LINEAR em Socorro.